# برکت (آردانوچ)
برکت (به ترکی استانبولی: Bereket) یک منطقهٔ مسکونی در ترکیه است که در آردانوچ واقع شده‌است. برکت ۱۳۵ نفر جمعیت دارد.